# Моховицкое сельское поселение
Моховицкое се́льское поселе́ние — упразднённое муниципальное образование в Орловском районе Орловской области Российской Федерации.
Административный центр — село Моховица.

## История
Статус и границы сельского поселения установлены Законом Орловского области от 28 декабря 2004 года № 466-ОЗ «О статусе, границах и административных центрах муниципальных образований на территории Орловского района Орловской области».
Законом Орловской области от 04.05.2021 № 2596-ОЗ к 15 мая 2021 года упразднено в связи с преобразованием муниципального района в муниципальный округ.

## Население
| 2010 | 2012  | 2013  | 2014  | 2015  | 2016  | 2017 |
| ---- | ----- | ----- | ----- | ----- | ----- | ---- |
| 1026 | ↘1016 | ↘1004 | ↗1019 | ↘1001 | →1001 | ↘980 |
| 2018 | 2019  | 2020  | 2021  |       |       |      |
| ↘961 | ↗969  | ↘942  | ↘809  |       |       |      |

## Состав сельского поселения
| №  | Населённый пункт | Тип населённого пункта       | Население |
| -- | ---------------- | ---------------------------- | --------- |
| 1  | Альяное          | деревня                      | 18        |
| 2  | Долбилово        | деревня                      | 1         |
| 3  | Зареченский      | посёлок                      | 32        |
| 4  | Калуга           | деревня                      | 1         |
| 5  | Малеевка         | деревня                      | 1         |
| 6  | Малиновка        | деревня                      | 0         |
| 7  | Масальская       | деревня                      | 1         |
| 8  | Моховица         | село, административный центр | ↘603      |
| 9  | Паюсово          | село                         | ↗365      |
| 10 | Шемякино         | деревня                      | 1         |
| 11 | Шумово           | деревня                      | 0         |